# Meat Loaf
Meat Loaf, pseudonimo di Michael Lee Aday (nato Marvin Lee Aday; Dallas, 27 settembre 1947 – Nashville, 20 gennaio 2022), è stato un cantante e attore statunitense.
Nel 2001 cambiò legalmente il proprio nome da Marvin a Michael. Meat Loaf fu anche il nome della band di cui egli era cantante.
Nonostante alcuni incidenti (tra cui la bancarotta) raggiunse un successo notevole con la sua carriera di musicista e cantante, soprattutto grazie all'album Bat Out of Hell, uno dei dischi più venduti della storia del rock. Per il brano I'd Do Anything for Love (But I Won't Do That), tratto dall'album Bat Out of Hell II: Back into Hell, ottenne il Grammy Award per la migliore performance vocale.

## Biografia
Dopo un primo album del 1971 Stoney & Meatloaf, fu chiamato per interpretare Eddie nel film The Rocky Horror Picture Show (1975), dove cantò Hot Patootie/Bless My Soul. Il secondo album Bat Out of Hell (1977), prodotto da Todd Rundgren e contenente canzoni di Jim Steinman richiese quattro anni. L'album ebbe un enorme successo, con più di 43 000 000 di copie, con una media di 200.000 all'anno.
Meat Loaf raggiunse presto una grandissima popolarità in Europa diventando una vera e propria icona del rock, soprattutto in Gran Bretagna, dove fu classificato 23º come artista più a lungo presente nelle classifiche settimanali; è uno dei due artisti con un album mai uscito dalle classifiche. In Germania, Meat Loaf raggiunse la massima popolarità dopo l'uscita di Bat Out of Hell II e si piazzò 96º nella classifica dei cento più grandi artisti dell'hard rock dall'emittente VH1.
Apparve in almeno cinquanta tra film e spettacoli televisivi. Oltre al The Rocky Horror Picture Show,  prese parte ai film Roadie - La via del rock (1980) di Alan Rudolph, Fight Club (1999), nel ruolo di Robert "Bob" Paulsen e  Tenacious D e il destino del rock (2006, accanto a Jack Black), mentre nel film Pelts, diretto da Dario Argento della serie televisiva americana Masters of Horror, andato in onda negli Stati Uniti il 1º dicembre 2006, fu il pellicciaio Jake Feldman.
Il cantante morì il 20 gennaio 2022, per complicazioni da Covid-19.

## Vita privata
Si sposò due volte: con Leslie Aday (1979-2001), e Deborah Gillespie (2007-2022). Fu padre di Pearl (futura moglie di Scott Ian) e dell'attrice Amanda.

## Discografia

### Album in studio
| Anno | Titolo album                              | Disco di platino | Disco d'oro                       |
| ---- | ----------------------------------------- | --- | --------------------------------- |
| 1971 | Stoney & Meatloaf                         | |                                   |
| 1977 | Bat Out of Hell                           | (7x UK 2.100.000+) (22x Aus 1.540.000+) (14x US 14.000.000+) (Germania 200.000+) (20x Canada 2.000.000+)            |                                   |
| 1981 | Dead Ringer                               | (UK 300.000+) |                                   |
| 1983 | Midnight at the Lost and Found            | | UK 100.000+)                      |
| 1984 | Bad Attitude                              | | (UK 100.000+)                     |
| 1986 | Blind Before I Stop                       | |                                   |
| 1993 | Bat Out of Hell II: Back into Hell        | (6x UK 1.800.000+) (5x US 5.000.000) (2x Germania 400.000+) (9x Canada 900.000+) (Austria 30.000+) (Belgio 70.000+) |                                   |
| 1995 | Welcome to the Neighborhood               | (UK 300.000+) (US 1.000.000+)                                                                                       | (Germania 100.000+)               |
| 2003 | Couldn't Have Said It Better              | | (UK 100.000+)                     |
| 2006 | Bat Out of Hell III: The Monster Is Loose | | (UK 100.000+) (Germania 100.000+) |
| 2010 | Hang Cool Teddy Bear                      | |                                   |
| 2011 | Hell in a Handbasket                      | |                                   |
| 2016 | Braver Than We Are                        | |                                   |

### Album live
- 1987 – Live At Wembley
- 1996 – Live Around The World
- 1999 – VH1: Storytellers

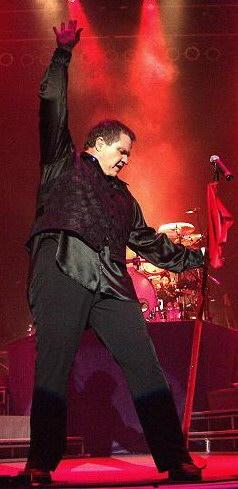
Meat Loaf durante un concerto a New York, nel 2004

- 2004 – Bat Out of Hell: Live with the Melbourne Symphony Orchestra
- 2007 – 3 Bats Live
- 2012 – Guilty Pleasure Tour - Live From Sydney, Australia

### VHS e DVD musicali
- 1975 – The Rocky Horror Picture Show (performing Hot Patootie/Bless My Soul)
- 1981 – Meat Loaf - Live
- 1984 – Hits Out Of Hell
- 1985 – Bad Attitude - Live!
- 1993 – Bat Out of Hell II: Picture Show
- 1999 – VH1: Storytellers
- 2004 – Meat Loaf - Live With The Melbourne Symphony Orchestra
- 2006 – Tenacious D E Il Destino Del Rock (JB's father)
- 2007 – Meat Loaf - 3 Bats Live
- 2007 – Meat Loaf - In Search Of Paradise
- 2009 – Meat Loaf - Bat Out of Hell - The Original Tour
- 2012 – Meat Loaf - Guilty Pleasure Tour - Live From Sydney, Australia

### Singoli
USA
- 1971 – What You See Is What You Get (Meatloaf with Stoney), numero 71
- 1978 – You Took The Words Right Out Of My Mouth (Hot Summer Night), numero 39
- 1978 – Paradise By the Dashboard Light, numero 39
- 1978 – Two Out Of Three Ain't Bad, numero 11
- 1981 – I'm Gonna Love Her For Both Of Us, numero 84
- 1993 – I'd Do Anything for Love (But I Won't Do That), numero 1
- 1994 – Rock And Roll Dreams Come Through, numero 13
- 1994 – Objects In The Rear View Mirror May Appear Closer Than They Are, numero 38
- 1995 – Id Lie For You (And That's The Truth), numero 13
- 1996 – Not A Dry Eye In The House, numero 82

UK
- 1971 – What You See Is What You Get (Meatloaf with Stoney), numero 71
- 1978 – You Took The Words Right Out Of My Mouth (Hot Summer Night), numero 33
- 1978 – Two Out Of Three Ain't Bad, numero 32
- 1979 – Bat Out of Hell, numero 15
- 1981 – I'm Gonna Love Her For Both Of Us, numero 62
- 1981 – Dead Ringer For Love (Feat. Cher), numero 5
- 1983 – If You Really Want To, numero 59
- 1983 – Razor's Edge, numero 41
- 1983 – Midnight At The Lost And Found, numero 17
- 1984 – Modern Girl, numero 17
- 1984 – Nowhere Fast, numero 67
- 1985 – Piece Of The Action, numero 47
- 1986 – Rock 'N' Roll Mercenaries (Feat. John Parr), numero 31
- 1987 – Blind Before I Stop, numero 89
- 1987 – Special Girl, numero 81
- 1991 – Dead Ringer For Love (Feat. Cher) (Re-Issue), numero 53
- 1992 – Two Out Of Three Ain't Bad (Re-Issue), numero 69
- 1993 – I'd Do Anything For Love (But I Won't Do That), numero 1
- 1993 – Bat Out of Hell (Re-Issue), numero 8
- 1994 – Rock And Roll Dreams Come Through, numero 11
- 1994 – Objects In The Rear View Mirror May Appear Closer Than They Are, numero 26
- 1995 – I'd Lie For You (And That's The Truth), numero 2
- 1996 – Not A Dry Eye In The House, numero 7
- 1996 – Runnin' For the Red (I Gotta Life), numero 21
- 1999 – Is Nothing Sacred (Feat. Patti Russo), numero 15
- 2003 – Couldn't Have Said It Better, numero 31
- 2003 – Man Of Steel (Feat.Pearl Aday), numero 21
- 2006 – "It's All Coming Back To Me Now"[collegamento interrotto] (Feat. Marion Raven) numero 6
- 2007 – Cry Over Me, numero 47
- 2010 – Los Angeloser, numero 107

iTunes
- 2010 – If I Can't Have You (Feat. Kara DioGuardi & Hugh Laurie)
- 2011 – Stand In The Storm (Feat. John Rich, Lil Jon & Mark McGrath)
- 2011 – All Of Me

## Filmografia

### Cinema
- Alla fiera per un marito (State Fair), regia di José Ferrer (1962)
- The Rocky Horror Picture Show, regia di Jim Sharman (1975)
- Scavenger Hunt, regia di Michael Schultz (1979)
- Roadie - La via del rock (Roadie), regia di Alan Rudolph (1980)
- La morte alle calcagna (Out of Bounds), regia di Richard Tuggle (1986)
- La scatola misteriosa (The Squeeze), regia di Roger Young (1987)
- Motorama, regia di Barry Shils (1991)
- Fusi di testa (Wayne's World), regia di Penelope Spheeris (1992)
- La pistola nella borsetta (The Gun in Betty Lou's Handbag), regia di Allan Moyle (1992)
- Vendesi miracolo (Leap of Faith), regia di Richard Pearce (1992)
- Amy e lo Yeti (To Catch a Yeti), regia di Bob Keen (1995)
- Spice Girls - Il film (Spice World), regia di Bob Spiers (1997)
- Inganno ad Atlantic City (Gunshy), regia di Jeff Celentano (1998)
- Black Dog, regia di Kevin Hooks (1998)
- Basta guardare il cielo (The Mighty), regia di Peter Chelsom (1998)
- Outside Ozona, regia di J.S. Cardone (1998)
- Pazzi in Alabama (Crazy in Alabama), regia di Antonio Banderas (1999)
- Fight Club, regia di David Fincher (1999)
- Codice 51 (The 51st State), regia di Ronny Yu (2001)
- Salton Sea - Incubi e menzogne (The Salton Sea), regia di D. J. Caruso (2002)
- Learning Curves, regia di Kilian Kerwin (2003)
- Extreme Dating, regia di Lorena David (2005)
- Chasing Ghosts, regia di Kyle Dean Jackson e Alan Pao (2005)
- Crazylove, regia di Ellie Kanner (2005)
- BloodRayne, regia di Uwe Boll (2005)
- Tenacious D e il destino del rock (Tenacious D in The Pick of Destiny), regia di Liam Lynch (2006)
- Burning Bright - Senza via di scampo (Burning Bright), regia di Carlos Brooks (2010) – non accreditato
- Beautiful Boy, regia di Shawn Ku (2010)

### Televisione
- Un giustiziere a New York (The Equalizer) – serie TV, episodio 1x10 (1985)
- Monsters – serie TV, episodio 1x06 (1988)
- Pagati per combattere (Lightning Force) – serie TV, episodi 1x15-1x16 (1992)
- I racconti della cripta (Tales from the Crypt) – serie TV, episodio 4x06 (1988)
- Nash Bridges – serie TV, episodio 2x22 (1988)
- South Park – serie TV animata, episodio 2x14 (1998)
- Oltre i limiti (The Outer Limits) – serie TV, episodio 6x17 (2000)
- The Ballad of Lucy Whipple – film TV (2001)
- Trapped – film TV (2001)
- John Doe – serie TV, episodio 1x00 (2002)
- Masters of Horror – serie TV, episodio 2x06 (2006)
- Dr. House - Medical Division (House, M.D.) – serie TV, episodio 5x20 (2009)
- Detective Monk (Monk) – serie TV, episodio 8x07 (2009)
- Glee – serie TV, episodio 2x05 (2010)
- Fairly Legal – serie TV, episodio 2x09 (2012)
- Elementary – serie TV, episodio 5x17 (2012)
- Ghost Wars – serie TV, 13 episodi (2017-2018)

## Doppiatori italiani
Nelle versioni in italiano delle opere in cui ha recitato, Meat Loaf è stato doppiato da:
- Vittorio Stagni in Spice Girls - Il film
- Eugenio Marinelli in Black Dog
- Claudio Fattoretto in Pazzi in Alabama
- Simone Mori in Fight Club
- Saverio Indrio in Codice 51
- Carlo Valli in Pelts - Istinto animale
- Gianni Giuliano in Detective Monk
- Enzo Avolio in Dr. House - Medical Division
- Ambrogio Colombo in Elementary
- Roberto Fidecaro in Ghost Wars